# Sekayun Mudik
Sekayun Mudik is een bestuurslaag in het regentschap Bengkulu Tengah van de provincie Bengkulu, Indonesië. Sekayun Mudik telt 821 inwoners (volkstelling 2010).